# 마리오 스타니치
마리오 스타니치(크로아티아어: Mario Stanić, 1972년 4월 10일, 유고슬라비아 사라예보 ~ )는 크로아티아의 은퇴한 축구 선수이자, 포지션은 공격형 미드필더였다. 그는 지난 1998년 FIFA 월드컵 첫 경기에서 자메이카를 상대로 득점을 기록했었다.

## 수상
클럽 브뤼허
- 1995-96 주필러리그 우승
- 1995-96 벨기에 컵 우승

 파르마
- 1998-99 코파 이탈리아 우승
- 1998-99 UEFA 컵 우승
- 1999년 이탈리아 슈퍼컵 우승

 첼시
- 2000년 FA 채리티 실드 우승

 크로아티아
- 1998년 FIFA 월드컵 3위

개인
- 1995-96 주필러리그 득점왕